# B. Braun
Pour les articles homonymes, voir Braun.
 (novembre 2015).
Le groupe B. Braun, fondé en 1839, est une entreprise allemande non cotée en bourse. C’est l’un des plus grands fournisseurs de produits et services médicaux au monde, avec des gammes complètes dans les domaines de l’anesthésie, des soins intensifs, de la cardiologie, de la chirurgie et du traitement extracorporel du sang (dialyse), à destination des établissements de soins, des pharmacies et des prestataires de soins à domicile.
Avec plus de 64 000 collaborateurs dans 64 pays, il réalise un chiffre d’affaires d’environ 9,1 milliards d’euros en 2024.

## Historique
L’histoire de B. Braun a débuté en Allemagne avec l’achat en 1839 de la pharmacie Rosen à Melsungen, par Julius Wilhem Braun. En six générations, la pharmacie est devenue une entreprise internationale.

## Activité
Le Groupe développe, fabrique et distribue des solutions et services dans les domaines suivants :
- Chirurgie générale et stérilisation
- Chirurgie laparoscopique[7]
- Chirurgie orthopédique[8]
- Neurochirurgie
- Prévention des infections
- Stomathérapie
- Anesthésie Loco-Régionale & Réanimation[9]
- Nutrition
- Perfusion[10]
- Dialyse[11]
- Traitement des plaies
- Traitement extra-corporel du sang
- Traitement vasculaire interventionnel
- Troubles de la continence[12],[13],[14]
- Vétérinaire

## Implantations

### France
En 1976, B. Braun s’implante en France, où 3 de ses sites de production sont devenus des centres d’excellence du groupe,.
En 2009, le Premier ministre François Fillon inaugure l’extension du site de Nogent-le-Rotrou.
En 2015, le Groupe B. Braun annonce vouloir investir 200 millions en France sur cinq ans,,,.
L’entreprise compte en France 2 000 collaborateurs en 2015, répartis sur plusieurs activités et plusieurs sites, et dispose de 17 centres et unités de dialyse en France. En 2018, c’est le premier employeur du secteur dispositif médical en France. 
À partir d’avril 2020, B. Braun en France est dirigé par Christelle Garier-Reboul, qui remplace Marc-Alexander Burmeister.